# Дзьобик Юлія Любомирівна
Юлія Любомирівна Фінковська (нар. 11 серпня 1995, м. Чортків, Україна) — українська журналістка, поетка. Членкиня Національної спілки письменників України (2016).

## Життєпис
Юлія Фінковська народилася 11 серпня 1995 році в місті Чорткові Тернопільської області України.
У 2012 р. вступила одразу на два факультети Східноєвропейського національного університету імені Лесі Українки (м. Луцьк, диплом з відзнакою). У виші вивчала українську філологію, літературу та журналістику.
У 2016 р. стала авторкою постійної рубрики літературних портретів «Обличчя ІФЖ» у студентському виданні «Об’єктив», згодом продовжила журналістську діяльність на волинських інтернет-порталах.
У липні 2018 р. одружилася з викладачем польської та білоруської мов Ягором Дзьобиком, змінила прізвище, але для творчості залишила дошлюбне — Фінковська.
Живе та працює у Луцьку. Працювала на розважальному порталі «Таблоїд Волині», тепер перебуває у творчій відпустці.

## Доробок
Друкувалася в журналах і газетах — «Літературний Тернопіль», «Дніпро», «Мистецькі грані», «Літературна Україна» та альманахах «Світязь», «Святий Володимир».
Долучилася до поетичної антології «три_літ_ри» та збірки революційної поезії «Говорить майдан». Переможниця кількох творчих змагань в мережі Інтернет:
- поетичного конкурсу «Юне слово»,
- конкурсу малої прози від Всеукраїнської організації «Союз обдарованої молоді».

Учасниця місцевих, всеукраїнських, закордонних поетичних читань. Була гостею:
- «Стральцовського фесту» (м. Мінськ, Білорусь),
- поетичного фестивалю «Meridian Lutsk»,
- Міжнародного літературного фестивалю «Фронтера»;
- «Наради молодих літераторів» (НСПУ).

Авторка збірок:
- «Жасминовий світанок» (2011)[1]
- «Трояндовий чай» (2020)
- «Спеція» (2015)[2]
- «Лиця ялиці» (2020, видана коштом гранту Президента України[3])[4]

## Відзнаки
- срібна призерка волинського обласного літературного конкурсу «Неповторність» (2013), а в рамках цього ж змагання виборола золото (2015).